# Лугвений
Лугвений (Семён) Ольгердович (1356 или позднее — 19 июня 1431) — сын великого князя литовского Ольгерда от второго брака с Ульяной Тверской, князь мстиславский, князь новгородский.

## Биография
В исторических источниках впервые упоминается под 1379 годом, когда в числе других литовских князей подписал в Троках мир с Орденом (29 сентября). Вместе с братом Ягайло и тремя другими князьями 14 августа 1385 года подписал Кревскую унию. Участвовал в разгроме великого князя смоленского Святослава, который поддержал выступление Андрея Ольгердовича против Ягайло, в битве на реке Вихре под Мстиславлем 29 апреля 1386 года.
В 1389—1392 — князь в Великом Новгороде, получил в кормление Ладогу, Орешек, Корелу и половину Копорья. Составил вассальную присягу Ягайло как сюзерену Новгорода (в тайне от самих новгородцев). В 1390 году ходил в поход на Псков, но после просьб псковичей, находясь на расстоянии около 140 километров от Пскова, заключил мир и из Сольцов вернулся в Новгород:
Въ лѣто 6898 [1390]... И поидоша новогородци ратию къ Пьскову, и пьсковици добиша чолом Новугороду, и взяша миръ, и воротишася от Солцѣ.Новгородская первая летопись младшего извода
В том же году относится сообщение о вспышке заболевания в Новгороде, описание которого напоминает чуму:
Тои же осени бысть моръ силенъ велми в Новѣгородѣ; все случися приити на ны по грѣхомъ нашим, велие множество крестиянъ умрѣ по всим улицамъ; сице же бысь знамение на людех: при смерти явится железа; прѣбывъ три дни, абие умираша.Новгородская первая летопись младшего извода
В 1392 году разбил ганзейских пиратов-витальеров под Орешком, что описано летописью так:
Въ лѣто 6900 [1392]... Того же лѣта пришедше съ моря разбоиницѣ нѣмци в Неву, взяша села по обѣ сторонѣ рѣкы, за 5 веръстъ до городка до Орѣшка. И князь Семеонъ с городцаны сугнавше, иных избиша, а иных разгониша, и языкъ в Новъгородъ приведоша.Новгородская первая летопись младшего извода
Уехал из Новгорода под давлением Московского княжества, получил от Ягайло Мстиславское княжество, которым до него владел их брат Каригайло.
В конце 1396 года посредничал в возобновлении торгового договора между Полоцком и Ригой, в том же году разбил армию великого князя рязанского Олега Ивановича, который помогал смоленскому князю Юрию Святославовичу в защите независимости Смоленского княжества от Великого княжества Литовского. В 1402 году в битве под Любутском снова разбил рязанцев, захватил в плен князя Радослава Олеговича. В 1403 году при поддержке Витовта захватил Вязьму и пробовал овладеть Смоленском, который наконец захватил и присоединил к Великому княжеству Литовскому в 1404 году.
В 1407 году удачно действовал в верховских княжествах, присоединил к Великому княжеству Литовскому Воротынск, и заложил над рекой Чёрная Натопа около Мстиславля монастырь святого Онуфрия, прославившийся переписчиками книг и рукописей.
В том же году приехал в Новгород, в пригородах которого княжил до 1412 года. В 1409 году при его посредничестве был заключен мир с Литвой и Ливонским Орденом. Участвовал вместе с новгородскими отрядами и командовал смоленскими хоругвями в Великой войне 1409—1411 годов, по завершении которой участвовал в заключении Торуньского мира. В 1410 году командовал Смоленской и Мстиславской хоругвями армии Великого Княжества Литовского в Грюнвальдской битве. Вероятно, в 1408—1411 годах был наместником великого князя литовского в Смоленске.
В 1411 году боролся со шведами и уничтожил укрепления Выборга, потеряв при этом по сообщению летописи только одного человека по имени Павел с Нутной улицы:
В лѣто 6919 [1411]. Пришед Свѣя воиною и взяша пригород новгородскыи Тиверьскыи; и новгородци, то слыщавъ, въскорѣ поидоша на Свѣю, толко за три дни по сеи вѣсти, со княземъ Семеоном Олгердовичемъ. И приихавши въ Свѣискую землю, села их повоевавъ и пожгоша; а Свѣи много исѣкоша, а иных поимаша, а у города у Выбора охабенъ вземъ и пожьжгоша, мѣсяца марта въ 26, на сборъ архаггела Гаврила; и приихаша в Новъгород со множеством полона.Новгородская первая летопись младшего извода
В том же году новгородцы ходили на Мурман, а Лугвений заключил от имени Новгорода договор с Ягайло против крестоносцев, но в 1412 году выехал с Новгорода в Мстиславль, вместе с Витовтом и Ягайло 2 января направил новгородцам разметные грамоты с предложением вместе воевать против крестоносцев, на что новгородцы ответили отказом, и Семён окончательно покинул Новгород. В летописи это описано следующим образом:
А король Ягаило и Витовтъ и Лугвенъ въскинуша грамоты възметныи к Новугороду генваря въ 2, а рекъ тако король и Витовтъ, что: «были есте намъ нялися: сложать ли Нѣмци намъ, и вамъ было Нѣмцом також сложити, а с нами за одино стати и закрѣпитися на обѣ сторонѣ в запасъ; а что бы то ся пригодило, а ино бы с того ничего не было. И мы пакъ посылалѣ бояръ своих, Немира и Зѣновья Братошичя, стоите ли в том словѣ въ прежреченом; и вы Немиру отвѣчалѣ: не можеть Новъгород того учинити, какъ есме с Литовьскымъ мирни, такъ есме и с Нѣмци мирны. Мы князя Лугвеня вывелѣ от   вас к собѣ, а с Нѣмци есме миръ вѣчныи взялѣ, и съ Угры и со всими нашими граничникы мирны есме; а вы слова своего забывъ, и не издержалѣ, какъ были есте намъ нялися. А еще ваши люди намъ лаялѣ, нас беществовалѣ и соромотилѣ, насъ погаными звалѣ; а над то надо все нашего ворога Юрьева Святославлича сына Федора принялѣ есте». А Лугвень тако рече: «держалѣ  мя есте хлѣбокоръмлениемъ у себе, ино ноница братии моеи старѣишеи, королю и Витовту, не любо, и мнѣ не любо, занеже емьс нимѣ одинъ человѣкъ; а с мене челование доловъ».Новгородская первая летопись младшего извода
В 1421 году принимал в Мстиславе русского митрополита Фотия.

## Семья
- От первой жены Марии (умерла в 1399 году), дочери великого князя московского Дмитрия Ивановича Донского (брак заключён в Москве 14 июня 1394 года), имел сыновей:
  - Юрий Лугвенович (ок.1396—1460)
  - Мстислав (ок.1398—?)
- От второй жены (с осени 1406/1407), также московской княжны[5], имя и происхождение которой не установлено (ею могла стать одна из младших сестер первой жены Анна или вдовствующая Анастасия), имел сына :
  - Ярослав-Фёдор (1410—1435) — он известен своим активным участием в гражданской войне в Великом княжестве Литовском, в ходе которой и погиб под Вилькомиром в 1435 году, а войска его дяди Свидригайло Ольгердовича были разбиты[6].

## Образ в культуре
- Фильм «Крестоносцы» / «Krzyzacy» (Польша; 1960) режиссёр Александр Форд, в роли Лугвения — Антони Левек.